# Croates de Bosnie-Herzégovine

Drapeau des Croates de Bosnie-Herzégovine.

Les Croates de Bosnie-Herzégovine (en croate : Hrvati Bosne i Hercegovine) sont membres du peuple croate vivant en Bosnie-Herzégovine et comptent plus d'un demi-million de membres (571 317) et représentent 15,4% de la population totale de Bosnie-Herzégovine. Les Croates sont l'un des trois peuples constitutifs de la Bosnie-Herzégovine, et leur langue maternelle est le croate, qui est l'une des trois langues officielles de ce pays. Ils sont majoritairement catholiques. Ils habitent l'ouest de l'Herzégovine et le sud-ouest de la Bosnie, où ils sont la majorité absolue, des parties de l'est de l'Herzégovine, également du centre de la Bosnie et de la Posavina, où ils sont devenus minoritaires en Bosnie-Herzégovine après la guerre, mais sont historiquement enracinés dans les mêmes régions. Les Croates sont le plus ancien peuple autochtone de Bosnie-Herzégovine.

## Nom
Les Croates de Bosnie-Herzégovine sont souvent appelés « Croates de Bosnie », ce qui n'est pas un nom exact car les Croates vivent également dans la partie herzégovine du pays. D'un autre côté, certains les identifient aux Herzégovinien car la plupart des Croates de Bosnie-Herzégovine sont Herzégoviniens. L'Herzégovine est territorialement la zone ethnique croate la plus vaste et la plus homogène de Bosnie-Herzégovine. Mais la nomination « Herzégoviniens»  n'est encore une fois pas correct car la plupart d'entre eux viennent de Bosnie. La part des Croates originaires de certaines parties de la BiH dont le nom n'est pas inclus dans le nom de l'État, et ni de Bosnie ni d'Herzégovine, n'est pas négligeable. Par conséquent, le seul nom correct est « Croates de Bosnie-Herzégovine », car selon leur affiliation régionale, ils peuvent être des Bosniens, des Herzégoviniens et autres. Par rapport à la culture traditionnelle, les Croates de Bosnie ne renoncent pas à leur Bosnie natale pour être davantage des Croates ethniques. La situation est différente en Herzégovine. Le terme herzégovinien signifie déjà appartenir au peuple croate.

## Histoire

### Bosnie médiévale

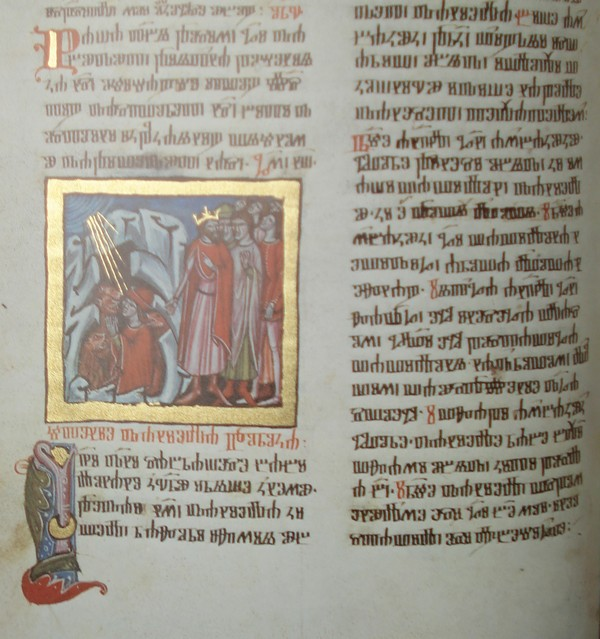
Missel de Hrvoje, XVe siècle.

Au cours du VIIe siècle et des siècles suivants, les Slaves assimilèrent les Illyriens et les Romains, embrassèrent le christianisme et, avec le développement de leur propre culture et de leur art, formèrent des institutions politiques et, enfin, leur propre État. La population de l'État bosniaque médiéval était slave, selon ses caractéristiques ethniques et religieuses appartenant au même substrat ethnique que les Croates. Outre la mention même du nom croate, cela peut être vu dans de nombreuses caractéristiques ethno-culturelles, telles que la langue (le Tchakavien, l'Ikavien et le Chtokavien, qui sont toutes des caractéristiques de la langue croate), l'alphabet glagolitique et cyrillique occidental (dit bosniaque ou cyrillique croate) qui écrivait des documents, des œuvres à contenu religieux et artistique, qui est identique à l'alphabet cyrillique croate utilisé en Dalmatie et sur la côte nord de la Croatie, appartenant au cercle de la civilisation occidentale, ce qui est évident dans le christianisme catholique occidental, et les formes d'art de provenance occidentale (romane).
Politiquement, la majeure partie de la Bosnie-Herzégovine actuelle (avec de courts intervalles, comme à l'époque du préfet serbe Časlav Klonimirović), appartenait à l'État croate, ou à l'époque des dirigeants nationaux croates Trpimirović (IXe – XIe siècle), soit dans le cadre du Royaume croate-hongrois. L'un des symboles des liens politiques entre la Croatie et la Bosnie est le titre « ban », que les dirigeants bosniaques portent depuis les temps les plus reculés, et qui est exclusivement un titre politique croate. Tous les rois bosniaques étaient catholiques, et sont souvent (pas toujours) dans les généalogies des dynasties croates. Les courants culturels, en particulier au cours des 150 dernières années de la Bosnie pré-ottomane, ont de plus en plus mis l'accent sur ces caractéristiques, de sorte que les œuvres les plus importantes de l'art et de l'alphabétisation bosniaques sont les manuscrits de Split, le missel de Hrvoje et le manuscrit de Hval, textes religieux enluminés commandés par le duc de Split et le duc bosniaque Hrvoje Vukčić Hrvatinić.

### Empire ottoman

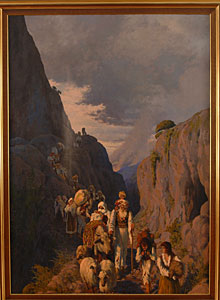
La souffrance et le déplacement des Croates catholiques par les Ottomans.

Au cours de la période ottomane et d'une guerre intense, qui a duré environ 300 ans, la Croatie a perdu plus de la moitié de sa population (déplacements, pertes de guerre, asservissement, épidémies, islamisation), mais a réussi à maintenir ses liens avec l'Europe occidentale (la littérature  de la Renaissance croate et baroque est la littérature la plus riche de cette période dans toutes les nations slaves), et le peuple croate de Bosnie-Herzégovine majoritaire est devenu une minorité persécutée (on considère que, hormis les musulmans, les orthodoxes étaient plus nombreux que les catholiques lors de l'invasion du prince Eugène de Savoie, qui a brûlé Sarajevo en 1697). La population islamisée locale, ainsi que les colons orthodoxes, ont eu leurs propres destins culturels, historiques et nationaux au cours de cette période.
En 1524, il y eut la plus féroce persécution des catholiques en Bosnie-Herzégovine. Cette année-là, les monastères franciscains de Kraljeva Sutjeska, Visoko, Fojnica, Kreševo et Konjic sont démolis, et plus tard aussi à Mostar. Dans de telles circonstances, plusieurs centaines de milliers de Croates catholiques se sont convertis à l'islam. En 1528, les Turcs ont conquis Jajce et Banja Luka et ont ainsi complètement détruit la ligne défensive croate sur la Vrbas. À cette époque, la Croatie est tombée à 37 000 kilomètres carrés. Depuis le milieu du XVIIIe siècle, le gouvernement turc en Bosnie-Herzégovine a stagné et, dans la période post-napoléonienne, il a rapidement décliné parce que l'Empire ottoman a perdu son poids démographique , civilisationnels et autres de l'Empire ottoman pour l'expansion territoriale militaire, et la monarchie des Habsbourg, ainsi que la plupart des pays occidentaux, ont connu un succès et une croissance démographique, technologique et civilisationnelle, qui ont été les conditions préalables à l'occupation de la Bosnie-Herzégovine en 1878.
Les ethnologues ont négligé la population urbaine en étudiant les Croates en Bosnie-Herzégovine. Les Croates vivaient dans la plupart des villes de BiH et à l'époque ottomane. Il y avait toutes les classes sociales que pouvaient être les non-musulmans. Avec la fin de la domination turque et l'arrivée de l'Autriche à la fin du XIXe siècle, ils étaient très nombreux dans les villes. À Sarajevo, ils avaient leur propre quartier, qu'ils appellent encore Latinluk dans leur discours familier.

### Autriche-Hongrie

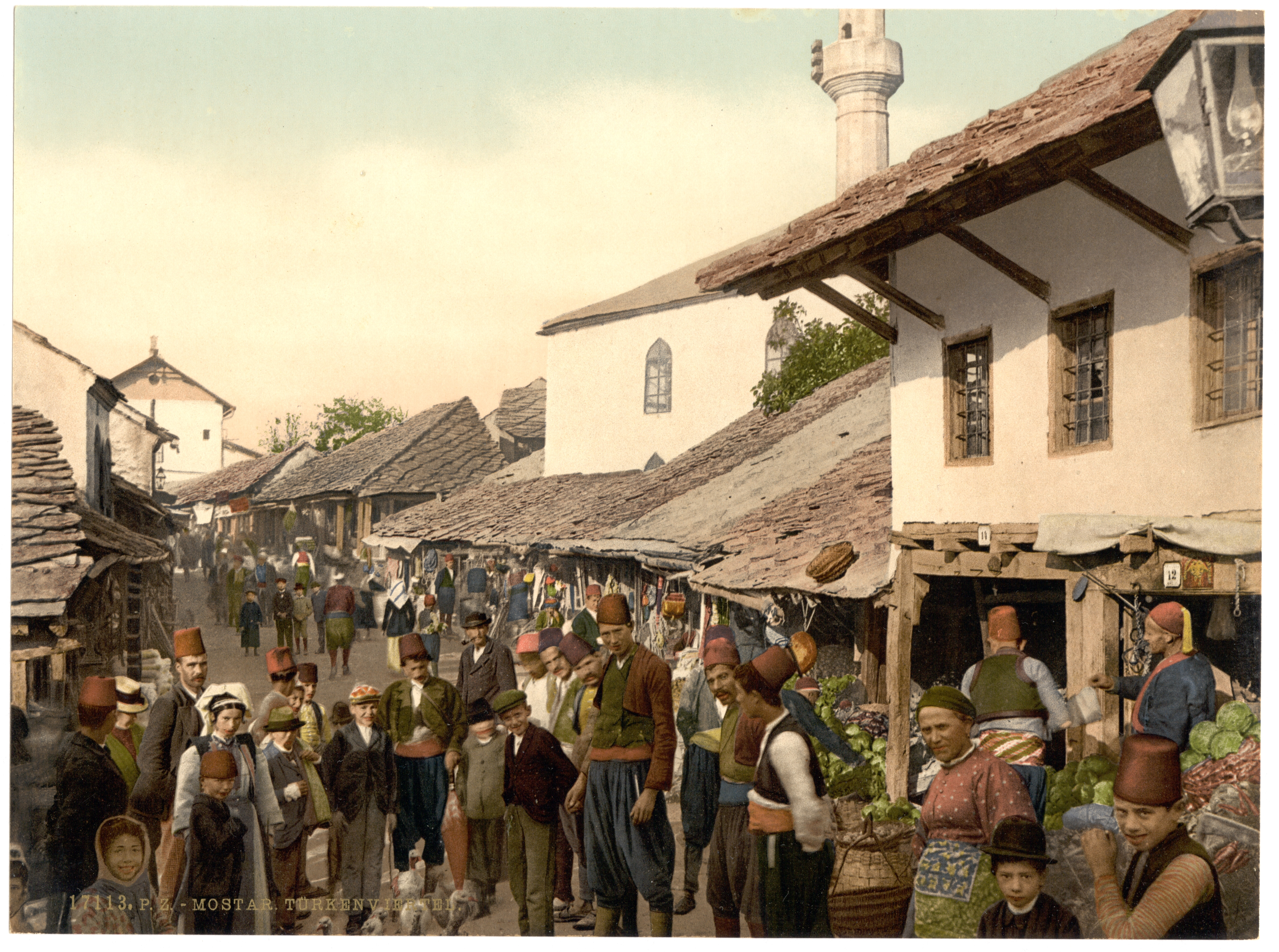
Les habitants de Mostar après le départ des Ottomans.

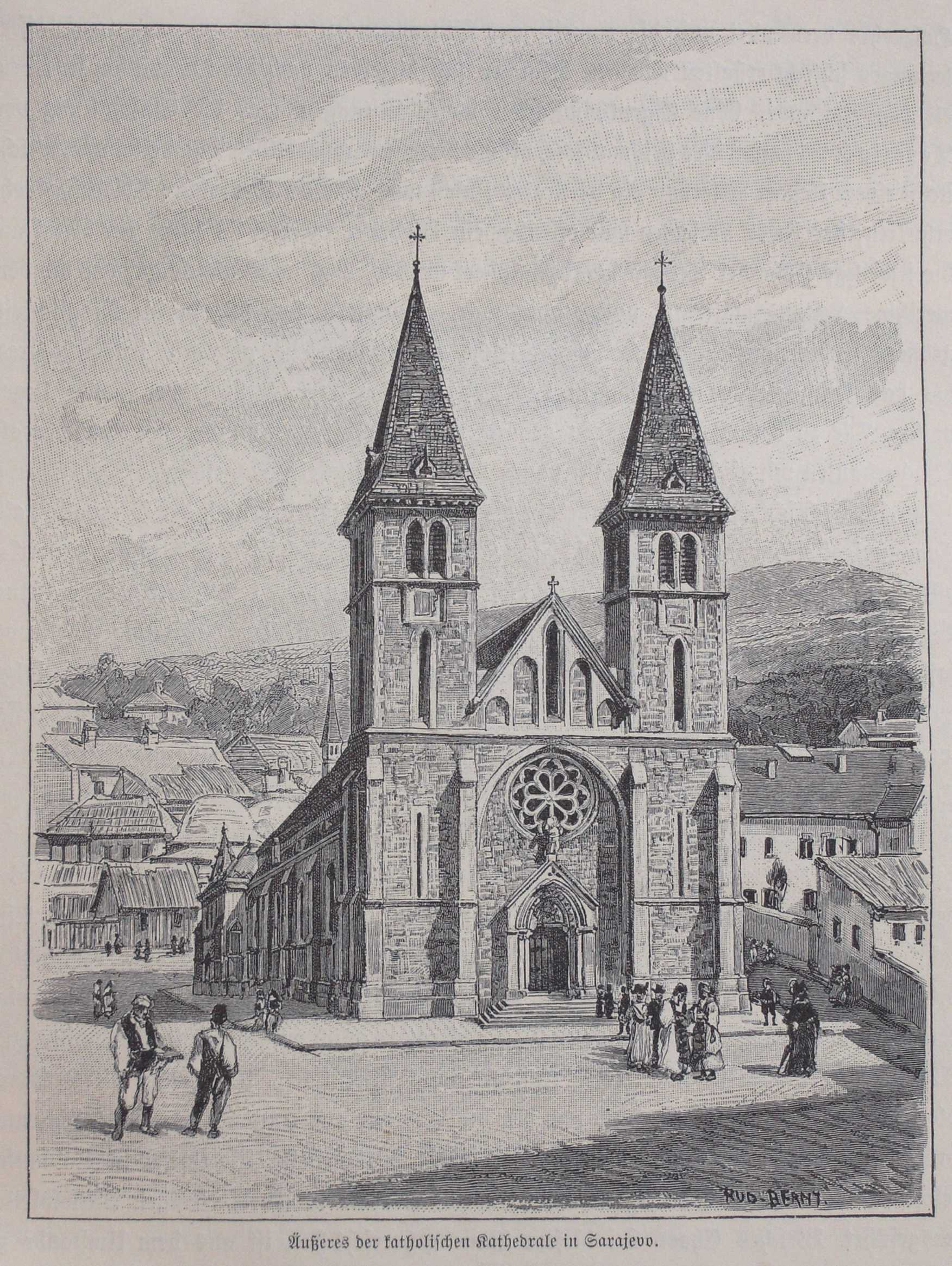
Cathédrale de Sarajevo, construite à l'époque austro-hongroise.

De 1878 à 1918, l'administration autrichienne en Bosnie-Herzégovine dura. Au cours de cette période, les processus les plus importants qui ont façonné la société ont été : la réintégration définitive de la Bosnie-Herzégovine dans l'espace culturel et politique de l'Europe et la cristallisation finale des Croates de Bosnie d'entités ethniques et religieuses vers des entités politiques modernes, ou de peuples vers des nations intégrées. dans le corps national avec ses compatriotes hors de Bosnie-Herzégovine. En 1881, une organisation ecclésiastique régulière fut établie en Bosnie-Herzégovine. Josip Stadler a été nommé archevêque de Vrhbosna. Les deux vicariats apostoliques ont été abolis : bosniaque et herzégovinien, ainsi que les formes d'activité missionnaire, au lieu desquelles trois diocèses ont été établis : l'archidiocèse de Vrhbosna avec son siège à Sarajevo, et les diocèses de Banja Luka et Mostar. À la fin des années 90 du XIXe siècle, les Croates de Bosnie-Herzégovine ont fondé des salles de lecture folkloriques et des sociétés culturelles et de chant, tandis qu'au début du XXe siècle, une couche de l'intelligentsia croate a émergé qui allait jouer un rôle important dans la vie politique et culturelle des Croates.
En 1902, la Société culturelle croate Napredak a commencé ses travaux, qui joueront un rôle important dans l'éveil de la conscience nationale croate des Croates en Bosnie-Herzégovine. Dans les jours qui ont précédé l'annexion de la Bosnie-Herzégovine en 1908, l'Union nationale croate a assumé un rôle politique. Le programme politique de l'Union nationale croate a largement coïncidé avec la politique de la coalition croato-serbe à Banska Hrvatska. L'archevêque Stadler et ses partisans n'étaient pas d'accord avec une telle politique. En 1908, ils fondèrent donc l'Association catholique croate, à laquelle se joignirent une partie des membres de la Communauté nationale croate. Le nouveau parti, contrairement à l'Union nationale croate, estimait que toutes les associations politiques de Bosnie-Herzégovine devaient maintenir des divisions religieuses et nationales. Les relations entre les deux parties ont été tendues. En 1911, un envoyé spécial du pape a arbitré un différend entre les deux parties et a réussi à les réconcilier.

### Royaume de Yougoslavie

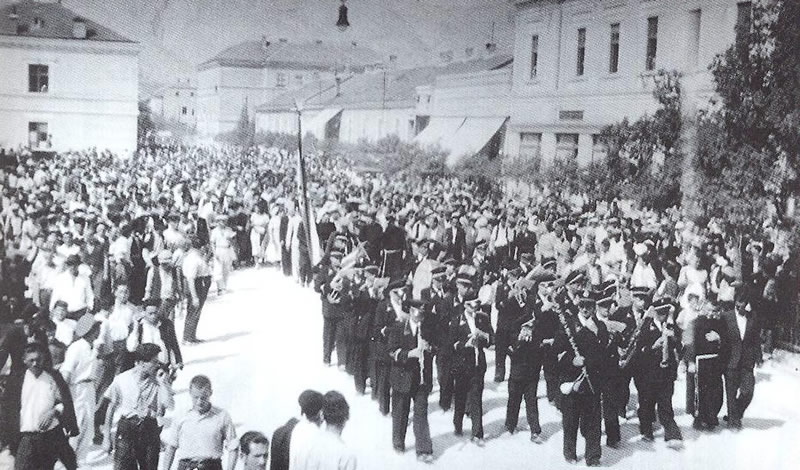
Le peuple croate s'est réuni à la réception de Stjepan Radić à Mostar en 1925.

De 1918 à 1941, la Bosnie-Herzégovine faisait partie du royaume des Serbes, Croates et Slovènes, appelé plus tard royaume de Yougoslavie. La principale caractéristique de cette période est l'effort des Serbes, utilisant la domination dans l'armée et la politique, et le nombre relatif (environ 38-40% de la population totale de Bosnie-Herzégovine), imposée comme facteur dominant dans le pays dans le but de « serbiser » les peuples non serbes. Dans un régime de parlementarisme limité et de manipulations électorales drastiques, plus tard une dictature monarcho-fasciste, des vols d'État effectués grâce à l'unification monétaire par l'argent dévalué de pays hors de la Serbie, et des assassinats politiques (Milan Šufflay, Ivo Pilar) et la corruption et toute l'énergie dans le luttes politiques du pays, et, en raison de la fragmentation interne du pays, a conduit à l'effondrement rapide du royaume de Yougoslavie dans la guerre avec l'Allemagne nazie (invasion de la Yougoslavie).
Mais après des années de dictature, d'assassinats, de scandales de corruption et de violence en 1939, face à l'échec d'une politique centralisatrice, les dirigeants serbes se sont mis d'accord sur un compromis. Un accord est trouvé entre le chef du Parti paysan croate, Vladko Maček, et le Premier ministre, Dragiša Cvetković. Cet accord a établi la banovine de Croatie, qui, en plus des banovines de la Save et du Littoral, comprenait également les districts de Dubrovnik, Šid, Ilok, Brčko, Gradačac, Derventa, Travnik et Fojnica. Ainsi, environ 30 % du territoire de la Bosnie-Herzégovine actuelle entre dans la Banovine de Croatie (la majorité du territoire de Bosnie-Herzégovine où les Croates étaient majoritaires, est entrée dans la Banovine de Croatie).

### La Seconde Guerre mondiale
Pendant la Seconde Guerre mondiale, qui s'est déroulée en Croatie et en Bosnie-Herzégovine, qui ont été divisées en sphères d'intérêt allemande et italienne, les principales forces opposées étaient : les unités nazies d'occupation, renforcées par l'Armée territoriale croate et les forces oustachis dans l'État indépendant de Croatie, qui comprenait la Croatie et la Bosnie-Herzégovine ; des unités tchetniks serbes, basées en Serbie, et des parties de la NDH à majorité serbe, dans le but nominal de rétablir le royaume de Yougoslavie, ainsi que la pratique et le programme de pogroms et de génocides contre les Croates et les musulmans de Bosnie ; les forces du Parti communiste de Yougoslavie, avec un programme visant à établir la Yougoslavie en tant qu'État fédéral composé de républiques nationales (sauf la BiH, qui est conçue comme un État trinational), et une révolution sociale basée sur le modèle stalinien soviétique. Les partisans (comme les communistes sont rapidement devenus célèbres) sont devenus les combattants les plus efficaces contre les troupes allemandes et italiennes, et leurs alliés.
Le 10 avril 1941, l'État indépendant de Croatie est proclamé. L'idée de l'État croate, auquel aspirait le peuple croate et qui s'est manifestée dans l'acte de proclamer l'État indépendant de Croatie, avait des racines profondes dans le désir d'indépendance et de liberté, a considérablement intensifié les souffrances et les persécutions sous la Grande Serbie. Mais, ironiquement, l'idée a été rapidement trahie par le chef Pavelic lui-même, la reddition des terres historiques croates en Dalmatie à l'Italie fasciste, et les politiques génocidaires de son régime, qui, en tant que partisan du nouvel ordre d'Hitler, a persécuté les Juifs, les Serbes et les Roms. Avec l'effondrement du Troisième Reich le 2 mai 1945, l'effondrement de l'État indépendant de Croatie a rapidement suivi. Après l'effondrement de l'État indépendant de Croatie, près de la frontière autrichienne, près de Bleiburg, la massacre des Croates par l'armée des partisans a commencé, dans laquelle de nombreux Tchetniks amnistiés de Serbie ont été enrôlés. Dans les dernières batailles et dans le Chemin de Croix, selon les dernières recherches, environ 50 000 membres des forces armées NDH ou des civils ont probablement été tués.

### Yougoslavie socialiste
À l'époque de la Yougoslavie socialiste, la Bosnie-Herzégovine était organisée de manière pyramidale en trois étapes : une classe privilégiée, avec une dominance indéniable de la police à l'éducation et à l'économie étaient les Serbes, qui en raison de ses nombres relatifs, avaient le mérite de souffrir dans l'appareil NDH., ainsi que le rôle de bras étendu du centralisme belgradois de ses compatriotes. En deuxième position se trouvaient les musulmans de Bosnie, qui étaient soutenus par le gouvernement en tant que porteurs des courants d'État en BiH et contrepoids aux idéologies nationales serbes et croates qui incluaient la BiH dans leurs États-nations et en tant que groupe de haute qualité qui, renonçant à de nombreuses fondations oriento-islamiques, pourtant bienvenues comme pont vers les pays islamiques dans le Mouvement des non-alignés. Les Croates, en tant qu'élément le plus petit et le plus suspect, portaient la stigmatisation du peuple catholique réactionnaire, accusé de génocide et de brutalité du NDH (dont les Bosniaques musulmans ont été volontairement expulsés, et les Serbes, car les principaux bourreaux communistes jouissaient encore des privilèges du crime), a subi le sort des citoyens de seconde zone.
Constamment soupçonnés et persécutés par la police, leurs zones ethniques délibérément négligées économiquement, forcées d'émigrer (des émigrants économiques de BiH, les Croates, qui représentaient environ 1/5 de la population, ont donné plus des 2/3 des émigrants), supprimant les langues Croates et serbe imposant, de l'éducation aux médias, les Croates ont été particulièrement soumis au régime policier totalitaire, le tout dans le but de dépeupler et d'éliminer le peuple croate en tant qu'élément cancéreux qui entrave la réalisation d'une véritable société socialiste en Bosnie-Herzégovine. En de telles occasions, la Bosnie-Herzégovine s'est félicitée de la désintégration de la Yougoslavie. Lors des premières élections libres et démocratiques en Bosnie-Herzégovine en novembre 1990, une coalition des trois plus grands partis nationaux du pays, composée du Parti de l'action démocratique (SDA), du Parti démocratique serbe (SDS) et de l'Union démocratique croate de Bosnie et Herzégovine (HDZ BiH) a gagné. La grande majorité des Croates a voté pour le HDZ BiH.

### La guerre en Bosnie-Herzégovine

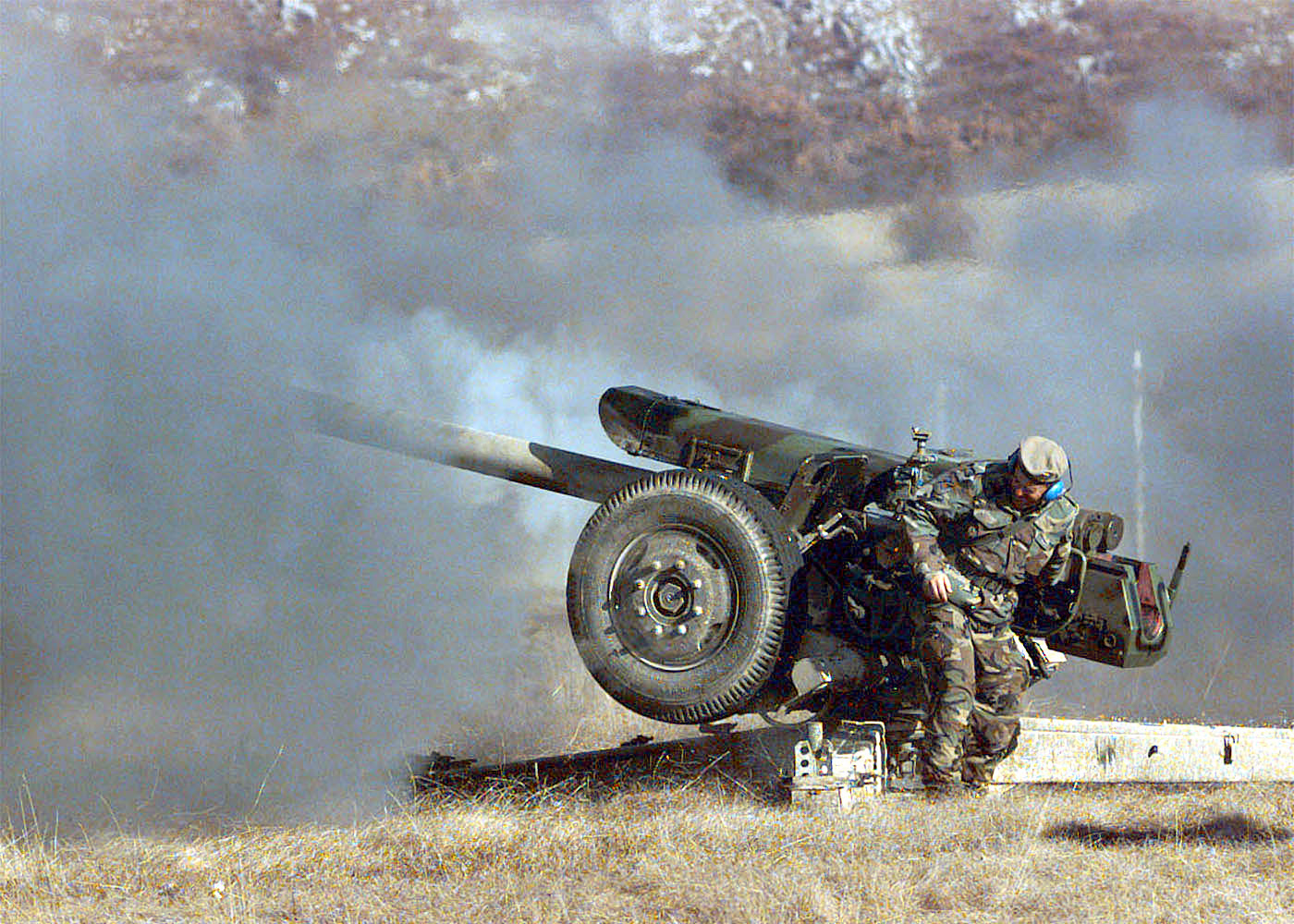
Un membre du Conseil de défense croate tire un projectile d'un obusier.

Lors de la guerre en Bosnie-Herzégovine, les Croates ont été les premiers à s'organiser politiquement et militairement contre l'agresseur serbe. Cette organisation était à la base de ses efforts pour se maintenir en tant que peuple constitutif et souverain en Bosnie-Herzégovine. Au début de la guerre en Bosnie-Herzégovine, les Bosniaques combattirent également avec les Croates dans les rangs des unités militaires croates. Les Forces de défense croates ont été créées le 3 décembre 1991 et le Conseil de défense croate a été formé le 8 avril 1992, en tant qu'organe suprême pour la défense du peuple croate en Bosnie-Herzégovine et la protection des autres peuples de ce pays contre tout agresseur. La communauté croate d'Herceg-Bosna a été fondée le 18 novembre 1991, conformément aux décisions constitutionnelles de l'époque sur la création de communautés de municipalités. Il n'y a pas de tendances séparatistes dans les actes fondateurs de la Communauté croate d'Herceg-Bosna et du Conseil de défense croate. Le HVO a défendu l'Herzégovine occidentale, septentrionale et centrale et la Bosnie centrale contre l'agression de la Grande Serbie. Fin octobre 1992, éclate le conflit bosno-croate, au cours duquel des Bosniaques attaquent ouvertement leurs anciens alliés croates. Le 28 août 1993, la Communauté croate d'Herceg-Bosna est devenue la république croate d'Herceg-Bosna.
Le conflit bosno-croate s'est intensifié en 1993 et s'est affaibli au début de 1994. En mars 1994, une trêve est signée à Washington entre Croates et Bosniaques, et leurs territoires sont réunis dans la fédération de Bosnie-Herzégovine. Après la signature de l'accord de Washington, le HVO, avec l'armée croate et dans certaines actions avec l'armée de la République de Bosnie-Herzégovine, a libéré l'ensemble du sud-ouest de la Bosnie au cours de 7 opérations victorieuses réussies. L'accord de paix de Dayton a mis fin à la guerre en Bosnie-Herzégovine. L'un des principes les plus fondamentaux sur lesquels reposait l'accord de Dayton était la division de la Bosnie-Herzégovine selon la clé 51-49 (51 % du territoire de la Bosnie-Herzégovine à la Fédération de BiH et 49 % à la Republika Srpska) qui harmonise le soi-disant groupe de contacts. Les accords de Dayton ont effectivement mis fin à la guerre, mais ont laissé beaucoup de choses en suspens. Selon les données publiées par le Centre de recherche et de documentation de Sarajevo, 7 762 Croates ont été tués ou portés disparus en Bosnie-Herzégovine pendant la guerre. Pendant la guerre, l'armée de la RBiH a expulsé 128 343, tandis que la VRS a expulsé 155 040 Croates. En raison de l'état de guerre, 104 000 Croates ont fui l'espace libre.

### Après les accords de Dayton

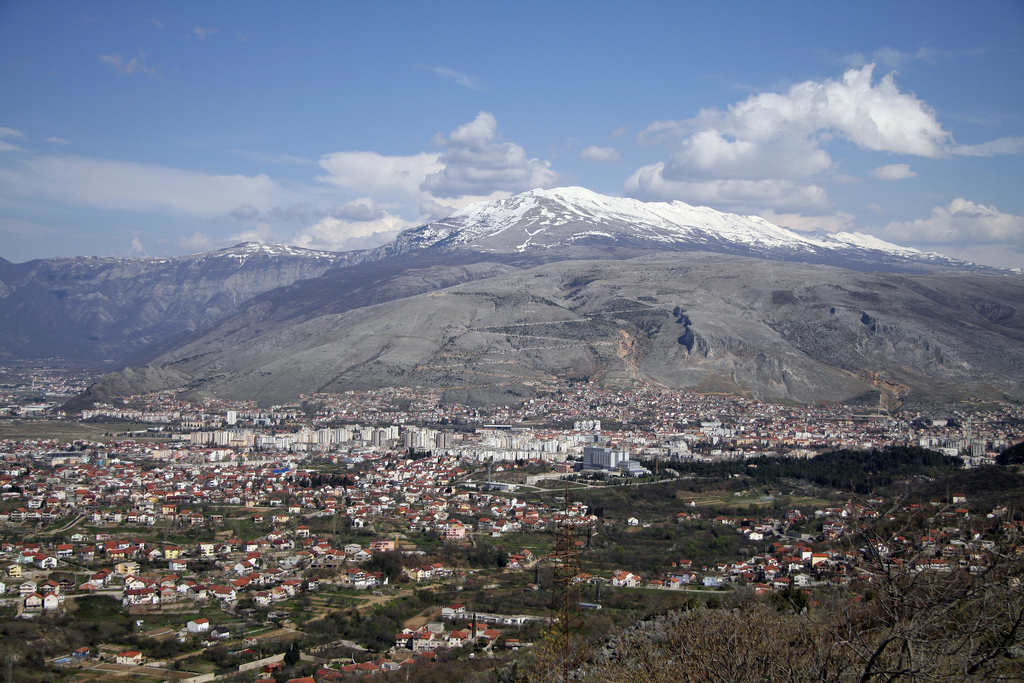
Ville de Mostar - centre culturel, économique, universitaire et politique des Croates en BiH.

Aujourd'hui, les Croates sont dans une mauvaise position par rapport aux deux autres peuples constitutifs de la BiH - les Croates n'ont pas leur propre chaîne nationale à la télévision d'État, et dans la fédération des Bosniens de BiH, les Croates sont en minorité contre les Croates à la Chambre des peuples et à la Chambre des Représentants de la fédération de Bosnie-Herzégovine dans les zones bosniaques. Le fait est que dans une partie de la Bosnie-Herzégovine, le nettoyage ethnique a été effectué, tandis que dans l'autre partie, le peuple croate a été placé dans une position subordonnée par diverses pressions et manipulations. Les droits humains fondamentaux sont violés, en particulier l'impossibilité d'utiliser la langue croate. Par conséquent, les Croates veulent leur propre unité fédérale, une entité. Parmi les partis politiques croates en BiH : les deux HDZ,, HSP, HSS, NSRZB et HKDU, il existe un consensus sur la fédéralisation de la BiH, et aucun d'eux ne rejette la possibilité d'établir des unités fédérales croates au sein de la Bosnie et Herzégovine, qui aurait un caractère multinational.
Tous ces partis rejettent la proposition de Dodik que les unités fédérales croates et bosniaques s'étendent exclusivement au territoire de la Fédération actuelle, tandis que la RS resterait intacte au sens territorial. Si une unité fédérale croate était établie, les Croates de Bosnie-Herzégovine retrouveraient la position d'un peuple politique sans lequel aucune décision ne pourrait être prise. En outre, ils auraient leurs propres pouvoirs exécutif, législatif et judiciaire, et la mise en minorité systématique des Croates au niveau fédéral cesserait. Cela permettrait la création d'une télévision publique en langue croate, le développement normal de l'économie, la cessation de l'argent des zones croates vers les zones bosniaques, la pression sur la langue croate dans l'enseignement, etc. cesseraient. L'énorme discontinuité de l'unité fédérale croate est une garantie pour les personnalités politiques bosniaques que les Croates ne peuvent ni vouloir ni vouloir se séparer de la BiH. Même s'ils ont de telles intentions, ils n'ont tout simplement nulle part où aller. Rejoindre la Croatie est impossible, et encore moins son propre État internationalement reconnu.
Les années 1990 ont entraîné l'homogénéisation ethnique et territoriale de la population de Bosnie-Herzégovine, consolidée par la fédéralisation du pays en entités et cantons, Sarajevo évoluant comme un centre démographique, économique et politique bosniaque, Banja Luka serbe et Mostar croate. Aujourd'hui, la ville de Mostar est un centre dynamique du peuple croate en Bosnie-Herzégovine, avec une concentration d'institutions et d'entreprises publiques héritées d'Herceg-Bosna, notamment : université de Mostar, Herceg-Bosna Electric Company, Croatian Post Mostar, Hrvatski Telekom Mostar, le Théâtre national croate et tous les partis politiques parlementaires croates de Bosnie-Herzégovine, réunis au Parlement national croate. Mostar est également le siège du comté à majorité croate.